# 萨尔东-德洛斯弗赖莱斯
萨尔东-德洛斯弗赖莱斯（西班牙語：Sardón de los Frailes）是西班牙卡斯蒂利亚-莱昂萨拉曼卡省的一个市镇。 总面积33平方公里，总人口96人（2001年），人口密度3人/平方公里。